# Lithonida
 (avril 2013).
Si vous disposez d'ouvrages ou d'articles de référence ou si vous connaissez des sites web de qualité traitant du thème abordé ici, merci de compléter l'article en donnant les références utiles à sa vérifiabilité et en les liant à la section « Notes et références ».
Ordre
Lithonida est un ordre d’éponges de la sous-classe des Calcaronea, de la classe des Calcarea, de l’embranchement des Porifera.

## Description
Ce sont des Calcaronea avec un squelette renforcé consistant soit lié ou cimenté avec des actines basales de tétractines, soit d'une masse semi-rigide de base de calcite.

## Liste des familles et genres
Selon ITIS (30 mai 2013) :
- famille des Minchinellidae Dendy & Row, 1913
  - genre Minchinella
  - genre Monoplectroninia
  - genre Petrostoma
  - genre Petrostroma
  - genre Plectroninia
  - genre Tulearinia
- famille des Petrobionidae Borojevic, 1979
  - genre Petrobiona

Selon World Register of Marine Species (4 mai 2025) :
- famille des Minchinellidae Dendy & Row, 1913